# Schefflera leucantha
Schefflera leucantha är en araliaväxtart som beskrevs av René Viguier. Schefflera leucantha ingår i släktet Schefflera och familjen araliaväxter. Inga underarter finns listade.

## Bildgalleri

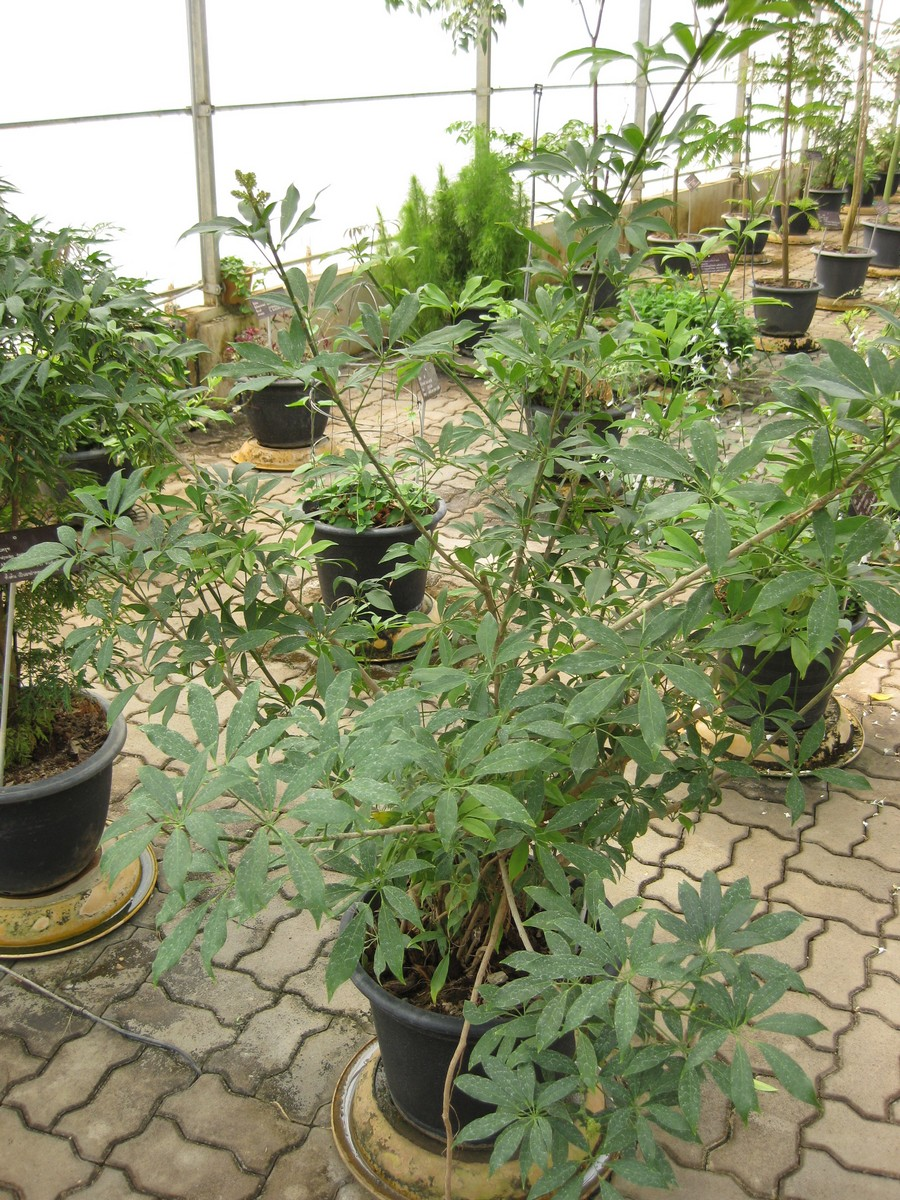
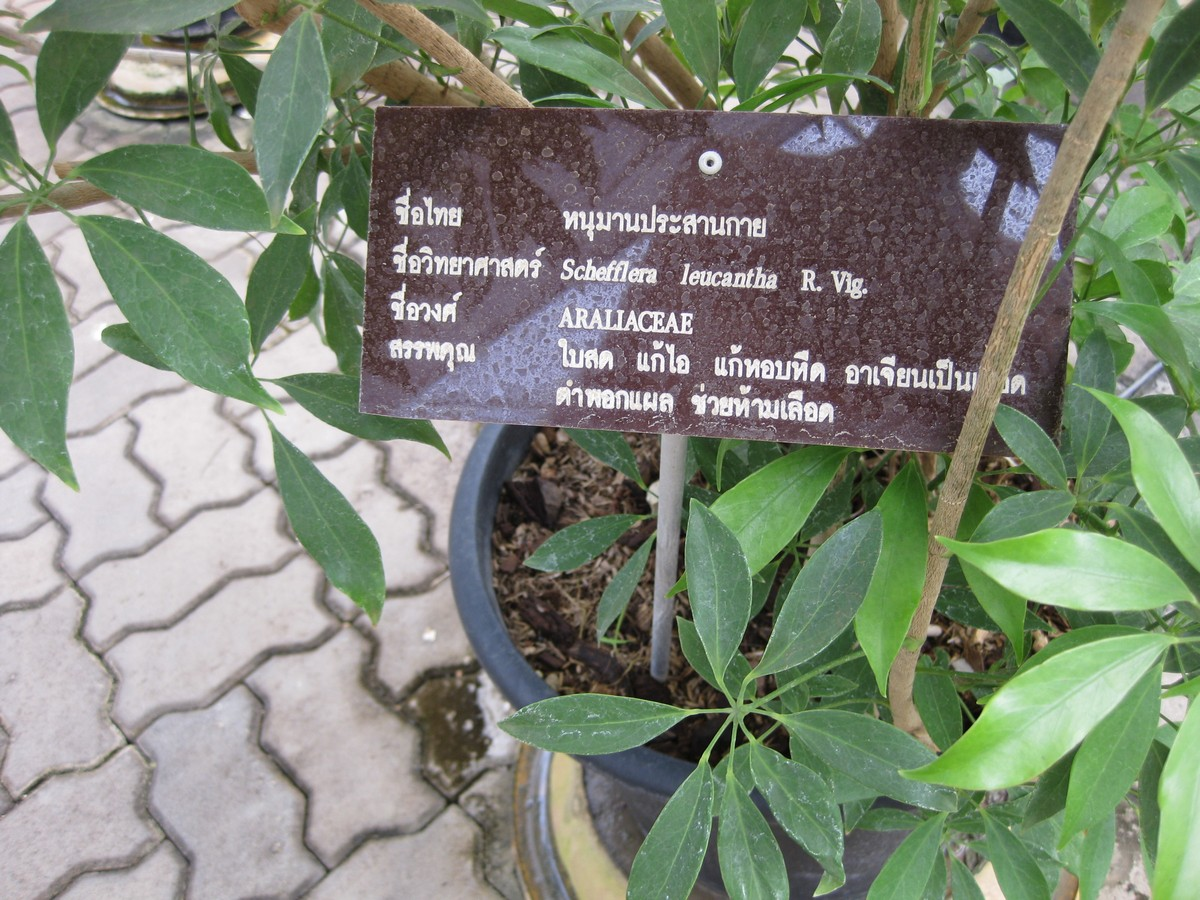